# Steirodon robertsorum
Steirodon robertsorum är en insektsart som beskrevs av Emsley 1970. Steirodon robertsorum ingår i släktet Steirodon och familjen vårtbitare. Inga underarter finns listade i Catalogue of Life.